# وينديل يوجين
وينديل يوجين (بالإنجليزية: Wendell Eugene)‏ هو عازف جاز أمريكي، ولد في 12 أكتوبر 1923 في نيو أورلينز في الولايات المتحدة، وتوفي في 7 نوفمبر 2017 بسبب ذات الرئة.

## وصلات خارجية
- وينديل يوجين على موقع ميوزك برينز (الإنجليزية)